# アンキー・ヴァン・グルンスヴェン
アンキー・ヴァン・グルンスヴェン（Anky van Grunsven、1968年1月2日 - ）はオランダの馬術選手。オリンピックの馬術競技で3度の金メダルと5度の銀メダルを獲得、ヨーロッパ馬場馬術選手権でも2005年、2007年と2連覇し、「馬場馬術の女王」と呼ばれる。

## 経歴
7歳で馬術を始めた。22歳のときオランダ国内のチャンピオンシップで優勝し、オリンピック代表に選ばれた。その後、1992年バルセロナオリンピックから2008年北京オリンピックまで継続してメダルを獲得し、世界の馬場馬術競技の頂点に君臨している。
馬場馬術、特に自由演技を最も得意としており、オランダでは彼女の影響により馬場馬術の人気が非常に高い。このことは「アンキー効果」と呼ばれている。
2005年にはその調教法についてドイツの雑誌に批判を受けたことがあったが、その後の戦績により批判を封じることに成功した。
2005年に結婚し、2児の母である。

## オリンピックでの成績
- 1992年 バルセロナオリンピック 馬場馬術団体 銀メダル （ボンファイア号）
- 1996年 アトランタオリンピック 馬場馬術団体 銀メダル、馬場馬術個人 銀メダル （ボンファイア号）
- 2000年 シドニーオリンピック 馬場馬術団体 銀メダル、馬場馬術個人 金メダル （ボンファイア号）
- 2004年 アテネオリンピック 馬場馬術個人 金メダル （サリネロ号）
- 2008年 北京オリンピック 馬場馬術団体 銀メダル、馬場馬術個人 金メダル （サリネロ号）